# امیرالمومنین (قلعه‌گنج)
امیرالمومنین، روستایی در دهستان سرخ قلعه بخش سرخ قلعه شهرستان قلعه‌گنج در استان کرمان ایران است.

## جمعیت
بر پایه سرشماری عمومی نفوس و مسکن در سال ۱۳۹۵، جمعیت این روستا برابر با ۲۳۴ نفر (۵۷ خانوار) بوده‌است.